# ستيف ووكر
ستيف ووكر (بالإنجليزية: Steve Walker)‏ (و. 1973  م) هو لاعب هوكي الجليد كندي، ولد في كولينجوود، أونتاريو، مركز لعبه هو جناح ‏.

## روابط خارجية
- ستيف ووكر على موقع دوري الهوكي الوطني (الإنجليزية)
- ستيف ووكر على موقع EliteProspects.com (الإنجليزية)
- ستيف ووكر على موقع Eurohockey.com (الإنجليزية)
- ستيف ووكر على موقع HockeyDB.com (الإنجليزية)